# Raku (jezioro)
Raku (est. Raku järv) – jezioro na obszarze gminy Saku w prowincji Harju, w Estonii. Ma powierzchnię około 230,7 hektarów, maksymalną głębokość 12 m i długość linii brzegowej 15,83 km. Pod względem powierzchni jest dwudziestym trzecim jeziorem w Estonii. Brzegi są częściowo ukształtowane przez działalność człowieka. Na zachód od niego znajduje się jezioro Männiku järv.